# TeamNL
TeamNL is een overkoepelende organisatie van de verschillende Nederlandse topsportbonden met als doel meer inkomsten te genereren.
Een evaluatie na afloop van de Olympische Zomerspelen 2016 in Rio de Janeiro, Brazilië leidde tot enkele organisatorische hervormingen binnen NOC*NSF. Voormalig chef de mission Maurits Hendriks wilde met TeamNL meer inkomsten genereren, naast de inkomsten vanuit kansspelen en investeringen door het Ministerie van Volksgezondheid, Welzijn en Sport. Bij de Olympische Spelen van 2016 werd de naam TeamNL reeds gebruikt,  In de zomer van 2018, twee jaar voor de volgende Zomerspelen, was het merk marketingtechnisch echter nog niet van de grond gekomen. Een gebrekkige financiële basis bij de opstart zou daaraan ten grondslag hebben gelegen. Voor de Olympische Zomerspelen 2020 wordt deze naam directer gekoppeld aan het grotere project van NOC*NSF.
Vanaf de Olympische Spelen van 2024 sponsort TeamNL ook het Nederlandse huis. Dit werd voorheen gedaan door Heineken. Het huis stond toen bekend als Holland Heineken House.
De volgende sportbonden zijn aangesloten bij TeamNL:
| - Atletiekunie - Badminton Nederland - Koninklijke Nederlandse Baseball en Softball Bond - Nederlandse Basketball Bond - Nederlandse Boksbond - Nederlandse Bridge Bond - Koninklijke Nederlandse Dambond - Gehandicaptensport Nederland - Koninklijke Nederlandse Golf Federatie - Koninklijke Nederlandse Gymnastiek Unie | - Nederlands Handbal Verbond - Nederlandse Handboog Bond - Koninklijke Nederlandse Hippische Sportfederatie - Koninklijke Nederlandse Hockey Bond - Judo Bond Nederland - Koninklijk Nederlands Korfbalverbond - Koninklijke Nederlandse Lawn Tennis Bond - Koninklijke Nederlandsche Roeibond - Nederlandse Rugby Bond - Koninklijke Nederlandsche Schaatsenrijders Bond | - Koninklijke Nederlandse Algemene Schermbond - Koninklijke Nederlandse Schietsport Associatie - Nederlandse Ski Vereniging - Nederlandse Tafeltennisbond - Nederlandse Triathlon Bond - Nederlandse Volleybal Bond - Koninklijk Nederlands Watersport Verbond - Koninklijke Nederlandsche Wielren Unie - Koninklijke Nederlandse Zwembond |